# Cristopher Núñez
Cristopher Antonio Núñez González (ur. 8 grudnia 1997 w Cartago) – kostarykański piłkarz występujący na pozycji ofensywnego pomocnika, reprezentant Kostaryki, od 2021 roku zawodnik greckiej Lamii.